# 佐々木雅弘
佐々木 雅弘（ささき まさひろ、1975年7月16日 - ）は、日本のレーシングドライバー。岩手県出身。
愛称はマサ、マーくん、ササキング。

## プロフィール
- 身長：172cm
- 体重：62kg
- 血液型：B型

## 経歴
21歳で4輪デビュー。オプション2カップに参戦、8戦全勝を達成。
2001年シビック東北ワンメイクレースに3戦出場。地方戦では速さが光ったが、その後鈴鹿で行われたF1の前座レースでは予選・本戦ともに惨敗。シリーズ4位。
2002年ホンダワンメイクレース(シビック)ワンメイクにフル参戦。5戦中4戦ポールポジション獲得、4度の優勝を獲得するも、第3戦でのリタイヤのため、チャンピオンを逃す。シリーズ2位。
2003年インテグラワンメイクレース・東北シリーズにフル参戦する。5戦中ポールポジション2回、2位1回、3位2回と好成績を残すが、この年の優勝は1度に止まる。シリーズ2位。
2004年アルテッツァワンメイクレースで初めて全国レースを経験。シリーズ5位。
2005年シーズンオフ中に行った徹底的なトレーニングによって、開幕からチームメイトと白熱したチャンピオン争いを展開する。背水の陣で迎えた最終戦で優勝し、念願のチャンピオンを獲得する。
2006年キングオブアルテッツァシリーズにチャンピオンナンバーで参戦。シリーズ2位、年間最多勝獲得。
2007年スーパー耐久シリーズにカーナンバー39 TRACY SPORTS-NSXにてSTクラス3に参戦する。スタートドライバーや車両開発をメインで担当し、予選タイムやレース中も何度かクラストップの走りを見せるが、チームのシリーズ成績は7位にとどまる。
2008年スーパー耐久シリーズにカーナンバー333 エクセディHISイングスZでSTクラス3に参戦。地元である東北の仙台ハイランドやSUGOでは、レース終盤デッドヒートを展開。接戦で確実にポイントを重ね、開幕3連勝を含む計4回の優勝、2位3回、3位1回の好成績でクラスチャンピオンを獲得する。
2009年スーパー耐久シリーズにカーナンバー35 asset テクノファースト ZでSTクラス1に参戦。チームメイトは前嶋秀司。初エントリーのクラス1だったが、開幕初戦からBMW勢やY.K.M. ADVAN Zと終始激しいバトルを展開する。しかし、トップを猛追中のマシントラブルやポール獲得目前での赤旗中断など不運が重なる。この流れはシーズン中盤となっても解消されず、順調にポイントを重ねるライバルとの差は埋まらなかった。シリーズ4位。
2010年SUPER GT300クラスに参戦するGOODSMILERACING with COXカーナンバー9 初音ミク×GSR ポルシェのシートを獲得。チームメイトは番場琢。GTマシンの特性に苦戦し、開幕戦では番場とのタイム差は開いていたが、第5戦の新マシン投入後には二人のタイム差はほぼ無くなる。終盤には予選2番手を獲得するなど速さも見せるも、結果には繋がらずシリーズ16位となる。
2011年スーパー耐久シリーズにカーナンバー34 asset テクノ Z34でSTクラス3に参戦。チームメイトは前嶋秀司。マシントラブルに起因するコースアウト、リタイヤを序盤に繰り返した結果、シリーズ5位に終わる。尚、この年の3月11日に発生した東日本大震災で地元の東北地方が広範囲に被災したことから、スポンサー支援を受けられる環境にないとしてSUPER GT参加を断念している。
2012年SUPER GTシリーズにGSR & Studie with TeamUKYOから、カーナンバー4 GSR ProjectMirai BMWのBドライバーとして参戦。体制発表会では谷口信輝、片岡龍也に続いて発表された。そのほか、スーパー耐久シリーズにもカーナンバー34 asset テクノ Z34でSTクラス3に参戦。

## 人物
非常にフレンドリーでファンサービスも熱心である。
少々軽そうな風貌とは裏腹に職人的な性格で、特にセッティングや車両の不具合については少々辛口になりがちである。
自動車整備業でメカニックをしていたことから、車両構造、タイヤの使い方、セットアップ知識が高く、理論派ドライバーの部類に入る。ドライビングレッスンや走行会では分かりやすく丁寧な説明を行っている。
GTで勝利し、ルマンを走るという目標を持っているが、資金が最大の敵のようで、その経験から、将来は資金難で才能のあるドライバーの育成と日本のレース環境を少しずつ変えていく活動をしたいと過去に自身のホームページで語っている。
商品開発や車両開発を担当することも多く、最近では雑誌のタイムアタック企画等でも顔やコメントをみる機会が増えている。

## ドライビング・セッティング能力
峠・草レースあがりのハコ車出身であることからか、GTマシンからノーマル軽自動車まで幅広いタイプの車両を乗りこなす。
峠出身といっても、雑なドライビングスタイルではなく、クラッシュも非常に少ない。
ハコ車ベースのレーシングカーのドライビングでは、コーナーに対し回り込むようなアプローチではなく、最短距離かつ車両負担の少ない鋭角なレコードラインを走り、非常に抜きにくいライン取りをとる。コースによっては明らかに他のドライバーと違うラインで走っているケースもある。
近年は車両セットアップをメインで担当することが多い。また、ショップチューニングカーの車両開発や、メーカーの商品テスト、カー雑誌等のテストに抜擢されることも多い。

## レーススタイル
デビュー当初は速さを求めすぎるスタイルで、優勝かクラッシュかという結果を出すこともしばしば。接触も多く、安定感に欠けるレース運びも見受けられた。

アルテッツァシリーズに参戦した時期から、精神的な成長が速さと強さに繋がりはじめ、近年では大きな接触やクラッシュは殆どなくなった。
レース中に接触で抜いてしまったライバルを前に出し、抜きつ抜かれつのバトルをゴール寸前まで繰り広げたエピソードもあり、基本的にはクリーンなレーススタイルである。
結果には特にこだわり、状況を問わず常に優勝とチャンピオン獲得を目指す姿勢とシチュエーションを問わず魅了する走りをしている。
地方出身で長年資金難で苦しんでいたことから、自分を支えてくれているチームや支援者への感謝をレースの結果で返すという責任を重く感じており、トラブルでリタイアした際であっても詳細を語らないため、結果報告のブログ記事はあっさりとした報告になりがちである。

## エピソード
- 高校時代、借り物のスクーターバイクで峠を走行中にクラッシュし、大腿骨を骨折し、入院している。
- 2011年に発生した東日本大震災で地元の東北が大きな被害を受けたことから、「走りで被災者を元気づけたい」と地元紙[2]に語っている。
- 2011年にひっそりとD1ライセンスを取得、その後のドリフト大会初参加で2位という好成績にもかかわらず、結果に不満げな姿を目撃していた堀野仁選手のブログで紹介されている。
- 2023年7月には、岩手県初となるGR Garageとして、自身がプロデュースしたGR Garage GROW盛岡を岩手県紫波町に開業させた。GR Garage GROW盛岡の運営は岩手県内のトヨタ自動車のディーラーではなく、紫波町に本社があり、GRのカスタマイズパーツの販売を手掛けている株式会社グロウが運営している[3][4]。

## レース戦績

### SUPER GT
| 年     | チーム                            | 使用車両           | クラス | 1      | 2       | 3      | 4      | 5      | 6      | 7      | 8      | 順位 | ポイント |
| ------ | --------------------------------- | ------------------ | ------ | ------ | ------- | ------ | ------ | ------ | ------ | ------ | ------ | ---- | -------- |
| 2010年 | グッドスマイルレーシング with COX | ポルシェ・911      | GT300  | SUZ 12 | OKA 10  | FSW 14 | SEP    | SUG 12 | SUZ 10 | FSW C  | TRM 9  | 19位 | 4        |
| 2012年 | GSR&Studie with TeamUKYO          | BMW・Z4 GT3        | GT300  | OKA 15 | FSW 11  | SEP 10 | SUG 11 | SUZ 7  | FSW 11 | AUT 12 | TRM 17 | 22位 | 6        |
| 2020年 | arto Ping An Team Thailand        | レクサス・RC F GT3 | GT300  | FSW    | FSW Ret | SUZ 15 | TRM 19 | FSW 21 | SUZ    | TRM    | FSW    | NC   | 0        |